# Audi S2
Audi S2 je automobil iz srednje klase njemačke marke Audi i proizašao je kao sportska verzija tadašnjeg Audi 80 B4.

### Audi S2 - Limuzina
Nema bitnih promjena u izgledu osim detalj prednjih pokazivača smjera postavljenih u prednji branik uz maglenke umjesto uz prednji far kao i na Audi 80 B4, te manja promjena prednjeg branika koji mu daje sportski izgled. Tu su naravno i retrovizori u boji automobila.
Proizvodio se od 1993. do 1995. godine, a proizvedeno je samo 303 primjerka.

#### Motori
- 2.0 20V, 5 cil., 220 KS

### Audi S2 - Coupe
Sportska verzija Audi 80 B4 u coupe izadnju još je poznatija pod nazivom Audi S2 Coupe
Proizvodio se od 1991. do 1996., a proizvedeno je 7370 primjeraka.
Od 1991. do 1992. proizvodio se sa slovnom oznakom motora 3B, da bi se kasnije od 1992. – 1996. preradili u motor ABY kao i kod limuzine. Razlika između 3B i ABY motora je u tome što ABY motor ima 6 stupanjski mjenjač za razliku od 3B koji ima 5 stupanjski. Proizvode se u verzijama: 
- S2 2.2 Turbo 20V 3B Coupe
- S2 2.2 Turbo 20V ABY Coupe
- S2 2.2 Turbo 20V ABY Avant
- S2 2.2 Turbo 20V ABY Sedan

#### Motori
- 2.2 Turbo 20V 3B, 220 KS
- 2.2 Turbo 20V ABY, 230 KS

#### Općenito
- Proizvodio se od 1991. do 1996.
- Spremnik goriva: 70 l
- Potrošnja goriva: 9-16 l/100 km
- Prosječna potrošnja goriva: 10.5 l/100 km
- Najveća brzina: 248/249 km/h
- Najveća snaga: 162-169 KW/220-230 KS na 5900 obr/min
- Najveći obrtni momenat: 309 Nm za 1950 obr/min za 3B; 350-380 Nm za 1950 obr/min za ABY
- Ubrzanje 0-100 km/h: 6.1/5.9 s

#### Tehnička svojstva S2 3B/ABY
- Motor: 5 cilindara, oznake 3B ili ABY (od 92 godine)
- Zapremina: 2226 cm3
- Snaga (KW/KS): (162kW/220KS) - 3B/(169kW/230KS) - ABY
- Obrtni moment (Nm): 309 3B ili 350 ABY
- Tip motora: R5-20v DOHC (T)
- Pogon: na obje osovine (4x4 pogon / Quattro)
- Racunar: Bosch Motronic M2.3.2
- Felge: 7 1/2" x 16" central bore 57.1
- Dimenzije: 205/55 R 16"
- Razmak vijaka: 5 x 112 mm
- Dimenzije Coupe-a (dužina x širina x visina (mm)): 4401 mm, 1716 mm, 1375 mm
- Težina verzije Coupe: 1420 kg 3B, 1525 kg ABY